# آنا (همسر شاه صفی)
آنا خانم (درگذشتهٔ ۹ سپتامبر ۱۶۴۷) ملکه همسرِ شاه صفی و در دوره شاه عباس دوم، جانشین شاه صفی، ملکه مادر بود.

## آغاز زندگی
آنا اصالت چرکس داشت، او با شاه صفی پسر شاهزاده محمدباقر میرزا پسر ارشد شاه عباس بزرگ ازدواج کرد. او مادر شاه عباس دوم بود.

## ملکه مادر
بعد از مرگ شاه صفی، پسرش عباس دوم بر تخت شاهی نشست. قوهٔ سه‌گانه متشکل از ساروتقی اعتمادالدوله محمد علی خان و جانی خان شاملو، در اتحاد با آنا خانم و به‌طور مؤثر در سه سال اول حکومت عباس قدرت را دست داشتند. ساروتقی با حفظ موقعیت خود به عنوان وزیر اعظم، آنا خانم را با خود متحد و برای تحکیم قدرت در درون جناح خود استفاده کرد. ژان شاردن جواهرشناس و سیاح فرانسوی به دوستی و همکاری آن دو پس از به تخت نشستن عباس دوم اشاره کرده‌است. او دربارهٔ آن‌ها می‌گوید:
قدرت مادران شاهان ایرانی زمانی که شاه جوان است به اوج می‌رسد. مادر عباس دوم تأثیر بسیار زیادی داشت که مطلق بود. او [ملکه مادر] با وزیر اعظم در ارتباط نزدیک بود و به یکدیگر کمک می‌کردند. ساروتقی مأمور و محرم اسرار ملکه مادر بود. او [ساروتقی] برای ملکه ثروت فراوان جمع می‌کرد. در واقع او [آنا خانم] از طریق نخست‌وزیر بر ایران حکومت می‌کرد
سارو تقی توسط جانی خان احتمالاً با رضایت شاه عباس دوم ترور شد که در تلاش بود تا استقلال خود را از مادر خود و او بگیرد. آنا خانم بسیار از جانی خان عصبانی شد. او یکی از خواجه‌های اصلیش، احتمالاً پیرترین آن‌ها یا ریش سفید حرم را به نزد جانی خان فرستاد تا از او راجع به اعمالش توضیح بخواهد. او در پاسخی گستاخانه سارو تقی را «سگ» و «دزد» خواند و سپس به آنا خانم هم توهین کرد.
پس از انجام قتل، جانی خان خودش دچار خیانت توسط یکی از خادمین سلطنتی شد. صفی قلی بیگ (پسر امیر بیگ ارمنی) می‌ترسید که هدف نهایی از این توطئه‌ها سرنگونی خود شاه باشد. اما محرک اصلی پشت این انتقام وحشتناک کسی نبود جز آنا خانم. جانی خان در حالی ترور شد فقط چهار روز پس از کشتن ساروتقی می‌گذشت.

## آثار
آنا خانم برای حمایت از ساخت و ساز از یک مسجد و یک مدرسه در عباس‌آباد در حومه پایتخت سلطنتی اصفهان شناخته می‌شد.

## مرگ
آناخانم در ۹ سپتامبر ۱۶۴۷ (۱۸ شهریور ۱۰۲۶) درگذشت.